# Tratado de Tordesilhas
O Tratado de Tordesilhas foi um acordo internacional assinado na povoação castelhana de Tordesilhas em 7 de junho de 1494, celebrado entre o Reino de Portugal e a Coroa de Castela para dividir as terras "descobertas e por descobrir" por ambas as Coroas fora da Europa. Este tratado surgiu na sequência da contestação portuguesa às pretensões da Coroa de Castela, resultantes da viagem de Cristóvão Colombo, que um ano e meio antes chegara ao chamado Novo Mundo, reclamando-o oficialmente para Isabel, a Católica (1474-1504).
O tratado definia como linha de demarcação o meridiano 370 léguas a oeste da ilha de Santo Antão no arquipélago de Cabo Verde. Esta linha estava situada a meio caminho entre estas ilhas (então portuguesas) e as ilhas das Caraíbas descobertas por Colombo, no tratado referidas como "Cipango" e Antília. Os territórios a leste deste meridiano pertenceriam a Portugal e os territórios a oeste, a Castela. O tratado foi ratificado por Castela a 2 de julho e por Portugal a 5 de setembro de 1494. Algumas décadas mais tarde, na sequência da chamada "questão das Molucas", o outro lado da Terra seria dividido, assumindo como linha de demarcação, a leste, o antimeridiano correspondente ao meridiano de Tordesilhas, pelo Tratado de Saragoça, a 22 de abril de 1529.
Do lado português estiveram presentes Rui de Sousa, senhor de Sagres e Beringel, o seu filho João Rodrigues de Sousa, almotacé-mor, e Aires de Almada, corregedor dos feitos civis na corte e do desembargo real; a embaixada era secretariada por Estêvão Vaz e tinha como testemunhas João Soares de Siqueira, Rui Leme e Duarte Pacheco Pereira. Por parte de Castela e Aragão, o mordomo-mor D. Henrique Henríquez, D. Gutierre de Cárdenas, comendador-mor, e o doutor Rodrigo Maldonado; secretariados por Fernando Álvarez de Toledo, levavam também três testemunhas, Pêro de Leão, Fernando de Torres e Fernando Gamarra.
No contexto das Relações Internacionais, a sua assinatura ocorreu num momento de transição entre a hegemonia do Papado, poder até então universalista, e a afirmação do poder singular e secular dos monarcas nacionais – uma das muitas facetas da transição da Idade Média para a Idade Moderna.
Para as negociações do Tratado e a sua assinatura, D. João II de Portugal (1477, 1481-1495) designou como embaixador a sua prima de Castela (filha de uma infanta portuguesa) a D. Rui de Sousa. Os originais de cada idioma encontram-se depositados no Archivo General de Indias, na Espanha, e no Arquivo Nacional da Torre do Tombo, em Portugal.
Em 1750, o Tratado de Tordesilhas deixou de vigorar com a assinatura do Tratado de Madrid – quando novamente ambas as Coroas estabeleceram novos limites fronteiriços para a divisão territorial nas colônias sul-americanas, concordando que rios e montanhas seriam usados para demarcação dos limites.

## Antecedentes
Conforme o historiador brasileiro Delgado de Carvalho, transcrevendo Beatriz Souza:
"(...) subsistia ainda a tradição medieval da supremacia política da Santa Sé, que reconhecia a Roma o direito de dispor das terras e dos povos: Adriano IV, papa inglês (1154-59), havia dado a Irlanda ao rei da Inglaterra e Sisto IV as Canárias ao rei de Castela (1471-84). Baseava-se isso, em parte, sobre o fato de um Édito de Constantino ter conferido ao papa Silvestre a soberania sobre todas as ilhas do globo; ora, isso porque as terras a descobrir eram todas, então, supostas serem exclusivamente ilhas (LIMA, Oliveira. Descobrimento do Brasil. Livro do Centenário (v. III), Rio de Janeiro: 1900 apud: Carvalho, Delgado. História Diplomática do Brasil.)
O início da expansão marítima portuguesa, sob a égide do Infante D. Henrique, levou as caravelas portuguesas pelo oceano Atlântico, rumo ao Sul, contornando a costa africana. Com a descoberta da Costa da Mina, iniciando-se o comércio de marfim, escravos, a atenção de Castela foi despertada, iniciando-se uma série de escaramuças no mar, envolvendo embarcações de ambas as Coroas.
Portugal, buscando proteger o seu investimento, negociou com Castela o Tratado de Alcáçovas (1479), obtendo em 1481, do Papa Sisto IV, a bula Æterni regis, que dividia as terras descobertas e a descobrir por um paralelo na altura das Canárias, dividindo o mundo em dois hemisférios: a norte, para a Coroa de Castela; e a sul, para a Coroa de Portugal. Somando-se a duas outras bulas anteriores de 1452 (Dum Diversas) e 1455 (Romanus Pontifex), do Papa Nicolau V, Portugal e a Ordem de Cristo haviam recebido todas as terras conquistadas e a conquistar ao sul do cabo Bojador e da Gran Canária.
Preservavam-se, desse modo, os interesses de ambas as Coroas, definindo-se, a partir de então, os dois ciclos da expansão: o chamado ciclo oriental, pelo qual a Coroa portuguesa garantia o seu progresso para o sul e o Oriente, contornando a costa africana (o chamado "périplo africano"); e o que se denominou posteriormente de ciclo ocidental, pelo qual Castela se aventurou no oceano Atlântico, para oeste. Como resultado deste esforço espanhol, Cristóvão Colombo alcançou terras americanas em 1492.
Ciente da descoberta de Colombo, mediante as coordenadas geográficas fornecidas pelo navegador, os cosmógrafos portugueses argumentaram que a descoberta, efetivamente, se encontrava em terras portuguesas.
Desse modo, a diplomacia castelhana apressou-se a obter junto ao Papa Alexandre VI, Aragonês de Valência (agora unificada com Castela), uma nova partição de terras. Assim, em 3 de maio de 1493, a Bula Inter Coetera estabelecia uma nova linha de marcação, um meridiano que separaria as terras de Portugal e de Castela. O meridiano passava a cem léguas a oeste das ilhas de Cabo Verde. As novas terras descobertas, situadas a Oeste do meridiano a 100 léguas de Cabo Verde, pertenceriam a Castela. As terras a leste, pertenceriam a Portugal. A bula excluía todas as terras conhecidas já sob controle de um Estado cristão.
Os termos da bula não agradaram a D. João II de Portugal, que julgava ter direitos adquiridos que a Bula vinha a ferir. Além disso os seus termos causavam confusão, pois um meridiano vinha a anular o que um paralelo tinha estabelecido. Complementarmente, a execução prática da Bula era impossibilitada por sua imprecisão e pela imperfeição dos meios científicos disponíveis à época para a fixação do meridiano escolhido. Assim sendo, D. João II abriu negociações diretas com os Reis Católicos, Fernando II de Aragão e Isabel I de Castela, para mover a linha mais para oeste, argumentando que o meridiano em questão se estendia por todo o globo, limitando assim as pretensões castelhanas na Ásia. D. João II propôs, por uma missão diplomática aos reis católicos, estabelecer um paralelo das Ilhas Canárias como substituto ao meridiano papal. Os castelhanos recusaram a proposta, mas se prestaram a discutir o caso. Reuniram-se então, os diplomatas, em Tordesilhas.
O seu único herdeiro, o príncipe Afonso de Portugal estava prometido desde a infância a Isabel de Aragão e Castela, ameaçando herdar os tronos de Castela e Aragão. Contudo o jovem príncipe morreu numa misteriosa queda em 1491 e durante o resto da sua vida D. João II tentou, sem sucesso, obter a legitimação do seu filho bastardo Jorge de Lancastre. Em 1494, na sequência da viagem de Cristóvão Colombo, que recusara, D. João II negociou o Tratado de Tordesilhas com os reis católicos. Morreu no ano seguinte sem herdeiros legítimos, tendo escolhido para sucessor o duque de Beja, seu primo direito e cunhado, que viria a ascender ao trono como Manuel I de Portugal (1495-1521).

## Os termos do tratado

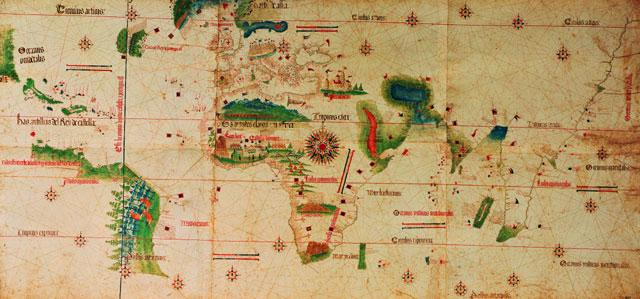
Planisfério de Cantino (c. 1502), carta náutica portuguesa mostrando o meridiano de Tordesilhas e o resultado das viagens de Vasco da Gama à Índia, Colombo à América Central, Gaspar Corte-Real à Terra Nova e Pedro Álvares Cabral ao Brasil.

O Tratado estabelecia a divisão das áreas de influência dos países ibéricos, cabendo a Portugal as terras "descobertas e por descobrir" situadas antes da linha imaginária que demarcava 370 léguas (1 770 km) a oeste das ilhas de Cabo Verde, e a Castela as terras que ficassem além dessa linha.
Como resultado das negociações, os termos do tratado foram ratificados por Castela a 2 de julho de 1494 e, por Portugal, a 5 de setembro do mesmo ano. Contrariando a bula anterior de Alexandre VI, Inter Coetera (1493), que atribuía a Castela a posse das terras localizadas a partir de uma linha demarcada a 100 léguas de Cabo Verde, o novo tratado foi aprovado pelo Papa Júlio II em 1506.
Afirma Rodrigo Otávio em 1930 que o Tratado teria "um efeito antes moral do que prático".[carece de fontes?] O meridiano foi fixado, mas persistiam as dificuldades de execução de sua demarcação. Os cosmógrafos divergiam sobre as dimensões da Terra, sobre o ponto de partida para a contagem das léguas e sobre a própria extensão das léguas, que diferia entre os reinos de Castela e de Portugal. Já se afirmou ainda que os castelhanos cederam porque esperavam, por meio de sua política de casamentos, estabelecer algum dia a união ibérica, incorporando Portugal.[carece de fontes?] O que é mais provável é que os negociadores portugueses, na expressão de Frei Bartolomé de las Casas, tenham tido "mais perícia e mais experiência" do que os castelhanos.

## Consequências do tratado

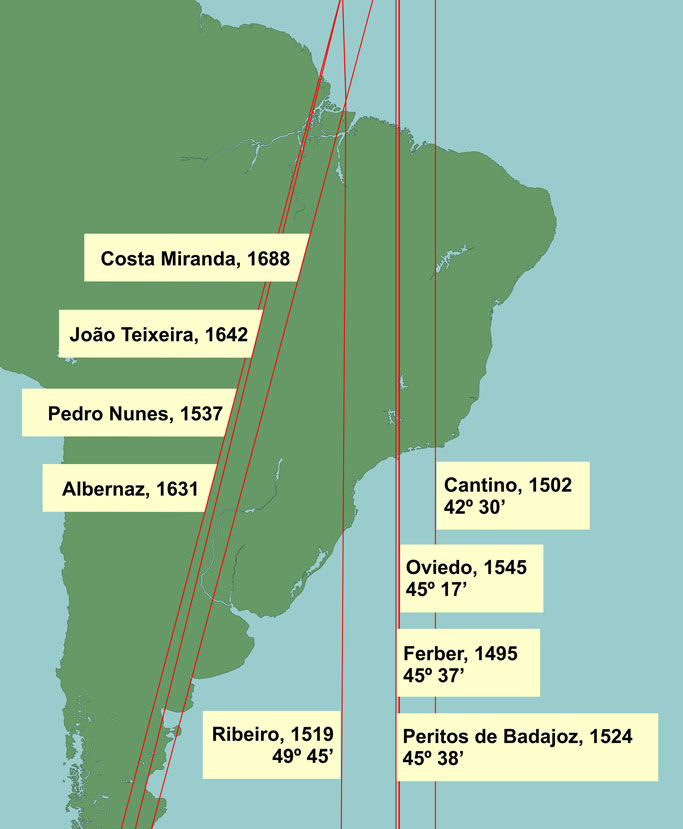
O Meridiano de Tordesilhas segundo diferentes geógrafos: Ferber (1495), Cantino (1502), Ribeiro (1519), os peritos de Badajoz (1524), Pedro Nunes (1537), Oviedo (1545), João Teixeira Albernaz, o velho (1631 e 1642) e Costa Miranda (1688).

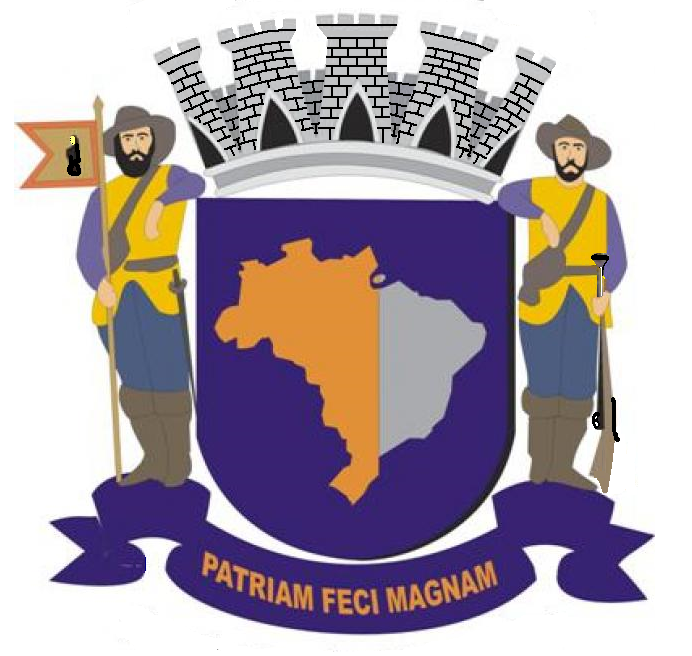
O tratado em uso heráldico no brasão do município brasileiro de Santana do Parnaíba.

Em princípio, o tratado resolvia os conflitos que seguiram à descoberta do Novo Mundo por Cristóvão Colombo. Muito pouco se sabia das novas terras, que passaram a ser exploradas por Castela. De imediato, o tratado garantia a Portugal o domínio das águas do Atlântico Sul, essencial para a manobra náutica então conhecida como "volta do mar", empregada para evitar as correntes marítimas que empurravam para o norte as embarcações que navegassem junto à costa sudoeste africana, e permitindo a ultrapassagem do cabo da Boa Esperança. Nos anos que se seguiram Portugal prosseguiu no seu projecto de alcançar a Índia, o que foi finalmente alcançado pela frota de Vasco da Gama, na sua primeira viagem de 1497-1499.
A expedição portuguesa capitaneada por Pedro Álvares Cabral atingiu a costa brasileira em 22 de abril de 1500. Outras potências marítimas europeias (França, Inglaterra, Países Baixos) passaram a questionar a exclusividade da partilha do mundo entre as nações ibéricas. Esse questionamento foi muito apropriadamente expresso por Francisco I de França, que ironicamente pediu para ver a cláusula no testamento de Adão que legitimava essa divisão de terras.
Por essa razão, desde cedo apareceram na costa do Brasil embarcações que promoviam o comércio clandestino, estabelecendo contacto com os indígenas e aliando-se a eles contra os portugueses. Floresceram o corso, a pirataria e o contrabando, pois os armadores de Honfleur, Ruão e La Rochelle, em busca de pau-brasil fundavam feitorias e saqueavam naus. O mais célebre foi um armador de Dieppe, Jean Ango ou Angot.
Posteriormente, durante a Dinastia Filipina (União Ibérica), os portugueses se expandiram de tal forma na América do Sul que, em 1680, visando o comércio com a bacia do rio da Prata e a região andina, fundaram um estabelecimento à margem esquerda do Prata, em frente a Buenos Aires: a Colônia do Sacramento. A fixação portuguesa em território oficialmente espanhol gerou um longo período de conflitos armados, conduzindo à negociação do Tratado de Madrid.
A União Ibérica não foi o motivo da expansão portuguesa ao interior do continente, mas ao Tratado de Saragoça que moveu a linha de Tordesilhas nos dois extremos. Com isto os irmãos Pero Lopes de Sousa e Martim Afonso de Sousa foram armados pelo rei de Portugal e enviados em uma expedição para demarcarem a nova fronteira conforme o novo Tratado. Em 12 de dezembro de 1531 Pero Lopes demarcou com duas pedras padrão gravados com a Ordem Militar de Cristo às margens do rio Paraná diante de Ibicuí, nas proximidades de Ibicuí a 33°45'. Pero Lopes não chegou ao limite estabelecido por motivos de segurança, pois havia sinais de fumaça nas imediações do rio e todos a bordo temiam um ataque semelhante ao sofrido por Juan Dias de Solis que juntamente com sua tripulação foram dizimados pelos Charruas. A demarcação de Pero Lopes tornou o rio Paraná como a fronteira entre Espanha e Portugal.

## A "questão das Molucas" (1524-1529)

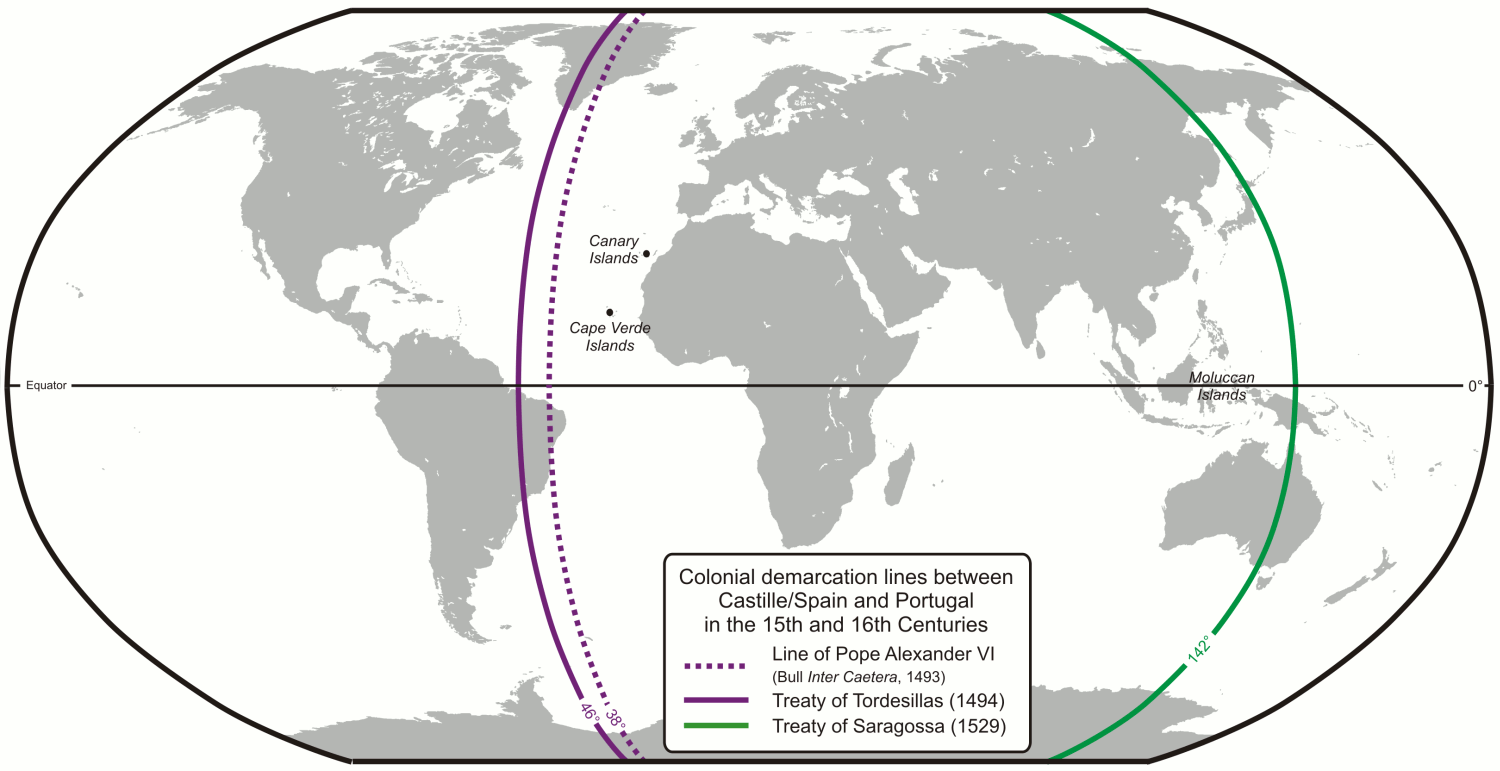
Meridiano de Tordesilhas (roxo) demarcando os territórios a explorar por Portugal e Espanha e o seu antimeridiano (verde).

Inicialmente o meridiano de Tordesilhas não contornava o globo terrestre. Assim, Castela e Portugal podiam conquistar quaisquer novas terras que fossem os primeiros europeus a descobrir: Castela para Oeste do meridiano de Tordesilhas e Portugal para Leste desta linha, mesmo encontrando-se no outro lado do globo. Mas a descoberta pelos portugueses em 1512 das valiosas "ilhas das Especiarias", as Molucas, desencadeou a contestação espanhola, argumentando que o Tratado de Tordesilhas dividia o mundo em dois hemisférios equivalentes.
Em 1520, as ilhas Molucas, valorizadas como o "berço de todas as especiarias", foram visitadas por Fernão de Magalhães, navegador português ao serviço da Coroa de Castela. Concluída essa que foi a primeira viagem de circum-navegação (1519-1521), uma nova disputa entre as nações ibéricas se estabeleceu, envolvendo a demarcação do meridiano pelo outro lado do planeta e a posse das ilhas Molucas (atual Indonésia). Alegando que se encontravam na sua zona de demarcação conforme o meridiano de Tordesilhas, os espanhóis ocuparam militarmente as ilhas, abrindo quase uma década de escaramuças pela sua posse com a Coroa Portuguesa.
D. João III de Portugal e Carlos I de Espanha (1516-1555) acordaram então não enviar mais ninguém buscar cravo ou outras especiarias às Molucas enquanto não se esclarecesse em que hemisfério elas se encontravam.
Para a realização dos cálculos da posição, cada Coroa nomeou três astrónomos, três pilotos e três matemáticos, que se reuniram entre Badajoz e Elvas. Estes profissionais, entretanto, não chegaram a acordo, uma vez que, devido à insuficiência dos meios da época no tocante ao cálculo da longitude, cada grupo atribuía as ilhas aos respectivos soberanos.
O Tratado de Tordesilhas serviu como base para as negociações da Junta de Badajoz-Elvas (1524), quando Portugal e Espanha negociaram sobre as Molucas e as Filipinas, originalmente situadas na órbita portuguesa, consideradas castelhanas, em troca das pretensões portuguesas sobre a bacia do rio da Prata, no Brasil.
Para solucionar esta nova disputa, celebrou-se o Tratado de Saragoça a 22 de abril de 1529. Este definiu a continuação do meridiano de Tordesilhas no hemisfério oposto, a 297,5 léguas do leste das ilhas Molucas, cedidas pela Espanha mediante o pagamento, por Portugal, de 350 000 ducados de ouro. Ressalvava-se que em todo o seu tempo se o imperador ou sucessores quisessem restituir aquela avultada quantia, ficaria desfeita a venda e cada um "ficará com o direito e a acção que agora tem".
Tal nunca sucedeu, entre outras razões, porque o imperador necessitava do dinheiro português para financiar a luta contra Francisco I de França e a Liga de Cognac, que o apoiava.

## Fim do tratado
Em 1750, o Tratado de Tordesilhas que já não era mais respeitado na prática. Deixou de vigorar, com a assinatura do Tratado de Madri – quando as coroas portuguesa e espanhola estabeleceram novos limites fronteiriços para a divisão territorial nas colônias sul-americanas, finalizando às disputas. Ambas as partes reconheciam ter violado o Tratado de Tordesilhas na América e concordavam que, a partir de então, rios e montanhas seriam usados para demarcação dos limites. As negociações basearam-se no Mapa das Cortes.